# 꼬리 시그마 대수
확률론에서 꼬리 사건(꼬리事件, 영어: tail event)은 어떤 확률 변수들의 열이 주어졌을 때, 처음 유한 개의 변수들의 값들을 잊더라도 나머지 ‘꼬리’만으로 그 여부를 결정할 수 있는 사건이며, 꼬리 시그마 대수(꼬리σ代數, 영어: tail sigma-algebra)는 이러한 사건들로 구성된 시그마 대수이다. 콜모고로프 0-1 법칙(Колмогоров0-1法則, 영어: Kolmogorov zero–one law)에 따르면, 모든 꼬리 사건들은 거의 확실하게 발생하거나 거의 확실하게 발생하지 못한다 (즉, 그 확률이 0 또는 1이다).

## 정의
다음이 주어졌다고 하자.
- 확률 공간 {\displaystyle (\Omega ,{\mathcal {F}},\Pr )}
- {\displaystyle {\mathcal {F}}} 속의 부분 시그마 대수들의 가산 집합 {\displaystyle ({\mathcal {F}}_{i}\subseteq {\mathcal {F}})_{i\in I}}. (이는 유한 집합 또는 가산 무한 집합일 수 있다.)

또한, {\displaystyle ({\mathcal {F}}_{i})_{i\in I}}가 서로 독립이라고 하자. 즉, 임의의 유한 부분 집합 {\displaystyle J\subseteq I}에 대하여,
{\displaystyle \Pr \left(\bigcap _{j\in J}S_{j}\right)=\prod _{j\in J}\Pr(S_{j})\qquad (\forall j\in J\colon S_{j}\in {\mathcal {F}}_{j})}
이다.
이제, 가측 집합 {\displaystyle S\in {\mathcal {F}}}가 다음 조건을 만족시킨다면, 이를 꼬리 사건(영어: tail event)이라고 한다.
- 임의의 유한 집합 {\displaystyle J\subseteq I}에 대하여, {\displaystyle S\in \sigma (\textstyle \bigcup _{i\in I\setminus J}{\mathcal {F}}_{i})}

꼬리 사건들로 생성되는 시그마 대수를
{\displaystyle \tau ({\mathcal {F}}_{i})_{i\in I}}
라고 하며, {\displaystyle ({\mathcal {F}}_{i})_{i\in I}}의 꼬리 시그마 대수라고 한다.
즉, 풀어 쓴다면, 꼬리 사건은 어떤 확률 변수들(로 정의되는 시그마 대수)의 열이 주어졌을 때, 유한 개의 첫 원소를 제외한 나머지 ‘꼬리’만으로도 그 여부를 결정할 수 있는 사건이다.

## 성질
콜모고로프 0-1 법칙에 따르면, 꼬리 사건의 확률은 0 또는 1이다.
이 정리는 만약 {\displaystyle I}가 유한 집합일 경우 자명하게 참이다. (이 경우 {\displaystyle \tau }는 {\displaystyle \sigma (\textstyle \bigsqcup _{I\setminus I}{\mathcal {F}}_{i})=\sigma (\varnothing )=\{\varnothing ,\Omega \}}의 부분 시그마 대수이게 된다.)

## 같이 보기
- 보렐-칸텔리 보조정리
- 휴잇-새비지 0-1 법칙
- 긴 꼬리